# 32e demi-brigade de ligne
La 32e demi-brigade est formée en 1796 selon la loi dite de l'amalgame, qui mêle jeunes bataillons de volontaires et soldats professionnels de l'ancienne armée royale. Affectée à l'armée d'Italie dans la division Masséna du général Masséna, où elle est considérée la plus prestigieuse au fil des batailles, elle se distinguera devant le général Napoléon Bonaparte, futur empereur des Français en 1804.

## Histoire du régiment
« La 32e demi-brigade s'est spécialement couverte de gloire. En trois jours, elle a battu l'ennemi à Sans Michele, près de Vérone, à Rivoli et sous Mantoue (en Italie). Les légions romaines faisaient, dit-on, vingt-quatre milles par jour; les soldats français en font trente et se battent dans l'intervalle » Tels sont les éloges que, dans le rapport qu'il adresse au Directoire le 4 février 1797, le général Bonaparte fait de la 32e demi-brigade d'infanterie de ligne pour son comportement héroïque pendant cette phase de la campagne d'Italie qui  a vu l'écrasement et la déroute des armées autrichiennes du général Alvinczy.